# Hippodroom (Constantinopel)

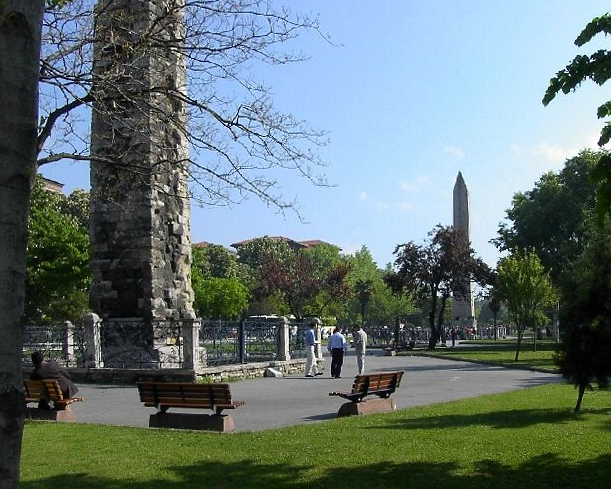
Het Hippodroom van Constantinopel

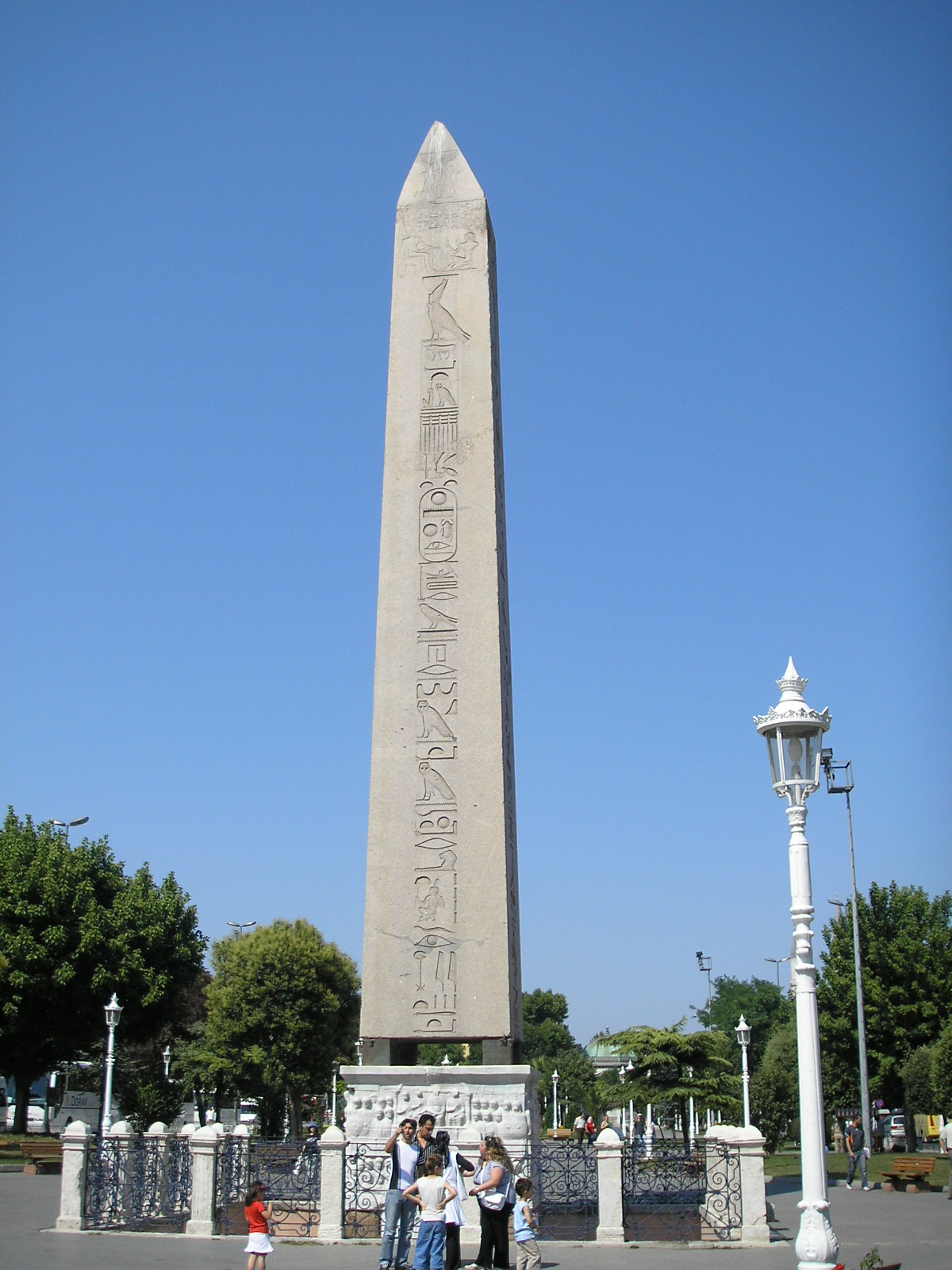
De Obelisk van Thoetmosis III

Het Hippodroom (Grieks:  Ἱππόδρομος τῆς Κωνσταντινουπόλεως, Hippódromos tēs Kōnstantinoupóleōs) was een stadion uit de Romeinse tijd in Constantinopel dat werd gebruikt voor wagenrennen en andere vormen van publiek vermaak. Op dezelfde plaats in het moderne Istanboel ligt nu het plein Sultanahmet Meydanı.

## Geschiedenis
Het Hippodroom werd gebouwd tussen 203 en 330. Van dit circus zelf zijn vrijwel geen resten over: waar het gebouw stond loopt nu een weg. Hierdoor is de ovale vorm bewaard gebleven. De twee obelisken die op de spina stonden zijn wel bewaard gebleven. De plek is zowel bekend onder de term Hippodroom als met de Turkse aanduiding At Meydanı (het Paardenplein).
Onder dit plein bevindt zich de Basilica Cisterne, een groot waterreservoir uit de zesde eeuw, aangelegd tijdens de heerschappij van keizer Justinianus. Het vormde de watervoorziening van het paleis en de omliggende gebouwen en parken. Boven de gewelven zijn paden aangelegd, 300 palen ondersteunen het geheel. Het geheel is een van de bekendste bezienswaardigheden van Istanboel.
Het Hippodroom van Constantinopel is de plaats van het beruchte Nika-oproer in 532: ernstige supportersrellen liepen uit in een opstand tegen de keizer. Die stuurde vervolgens zijn leger het Hippodroom in, waarbij ongeveer 30.000 toeschouwers werden gedood.

## Obelisken
Er staan nog twee obelisken overeind op wat vroeger de spina van het hippodroom was; de "bronzen obelisk" en de "Obelisk van Thoetmosis III", ook bekend als de Obelisk van Theodosius I.
Deze obelisk werd gemaakt onder de heerschappij van Thoetmosis III in de 16de eeuw voor Christus ter ere van de zonnegod Amon-Ra. Deze was gemaakt uit rode graniet afkomstig van Aswan en stond aanvankelijk voor de tempel van Luxor. In 390 werd deze door Theodosius I naar Constantinopel gebracht. De obelisk was oorspronkelijk 30 meter hoog. Het onderste deel werd echter beschadigd, waardoor hij momenteel 18,54 meter (met sokkel 26,6 m) is. Alle vier de zijden zijn beschreven met hiërogliefen. Op de marmeren sokkel staan afbeeldingen ter ere van Theodosius. Op het plein staat tevens de befaamde Slangenzuil, die net als de obelisken op de spina stond. 

## Het huidige plein
Het huidige plein heeft nog steeds de langgerekte vorm uit de oudheid en ligt in de wijk Sultanahmet. Aan het plein ligt onder andere de Blauwe Moskee en de Hagia Sophia. Aan het eind van de ramadan is het plein een plaats waar de bewoners van Istanboel bijeenkomen om het Suikerfeest te vieren.

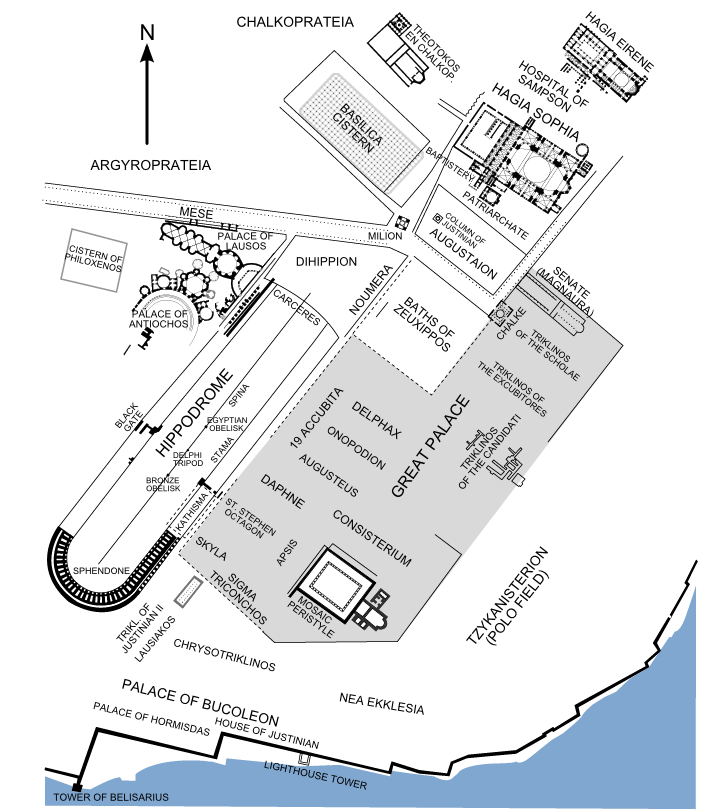
Plattegrond van de locatie van het Hippodroom. Het zuidelijke deel (zwart) is nog intact en kan van buiten worden waargenomen als men het plein richting het zuidwesten afloopt, met de straat mee naar beneden

## Afbeeldingen

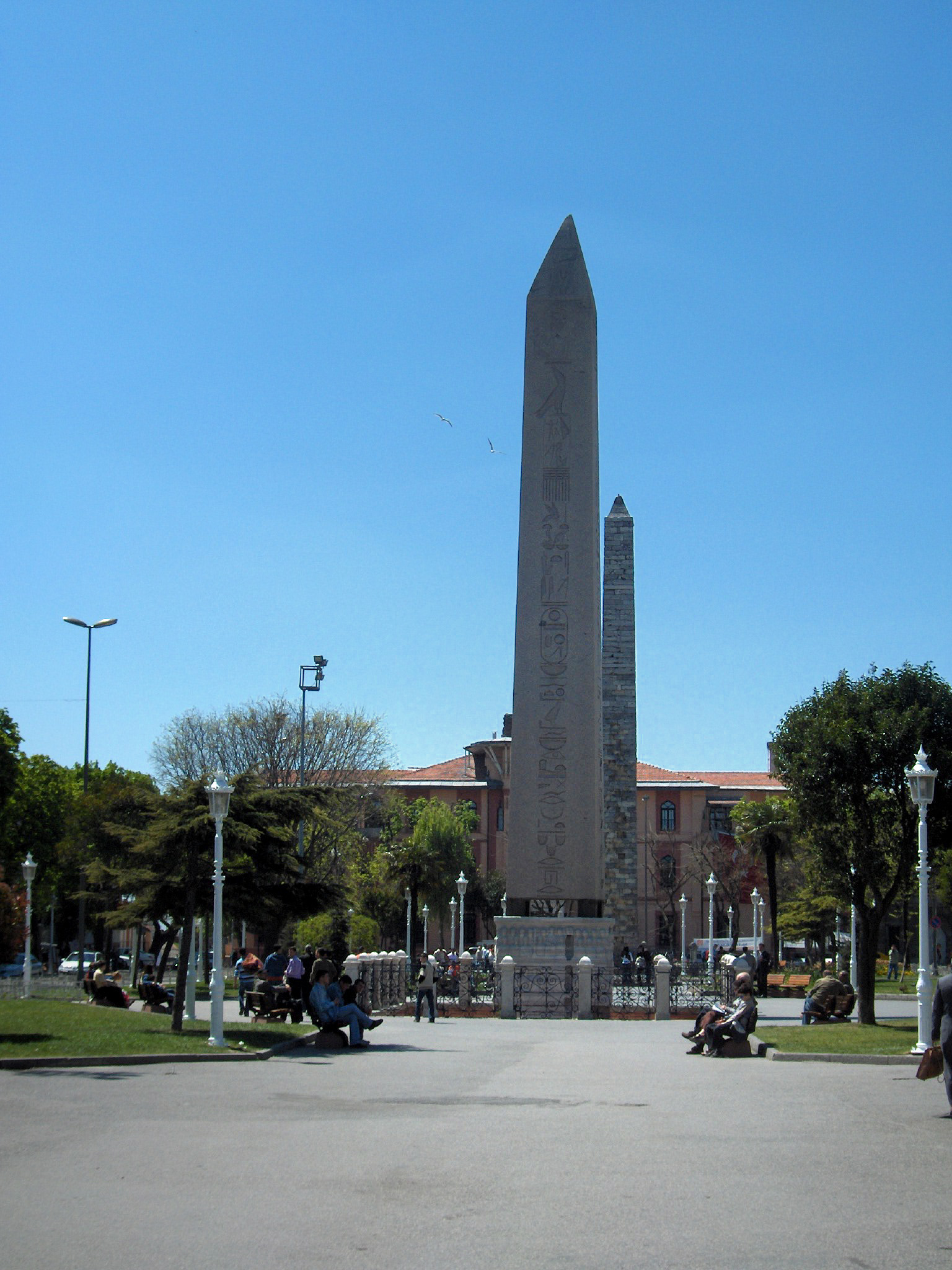
Het Sultanahmet Meydanı-plein in 2007
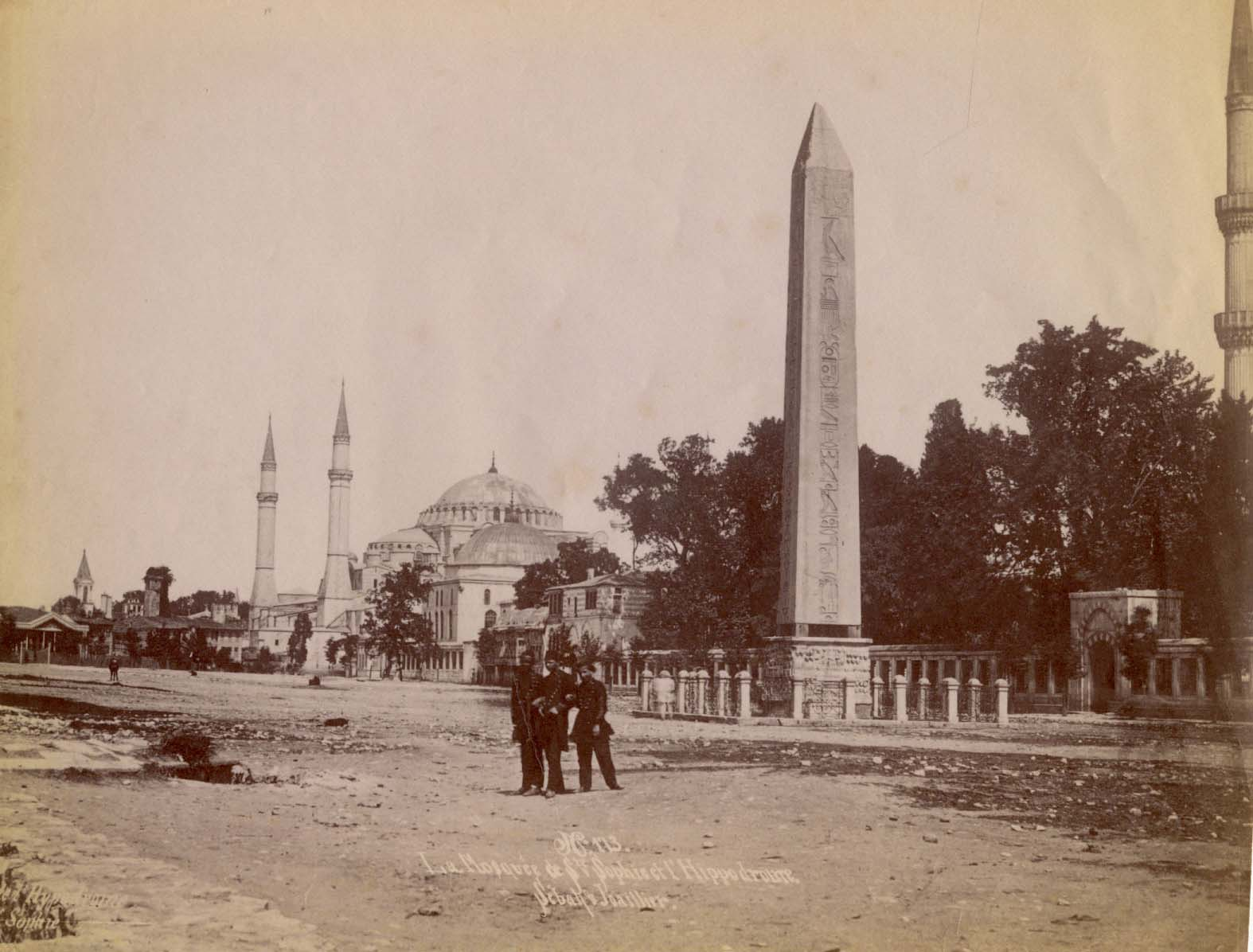
De Obelisk van Thoetmoses III en de Hagia Sophia rond 1880
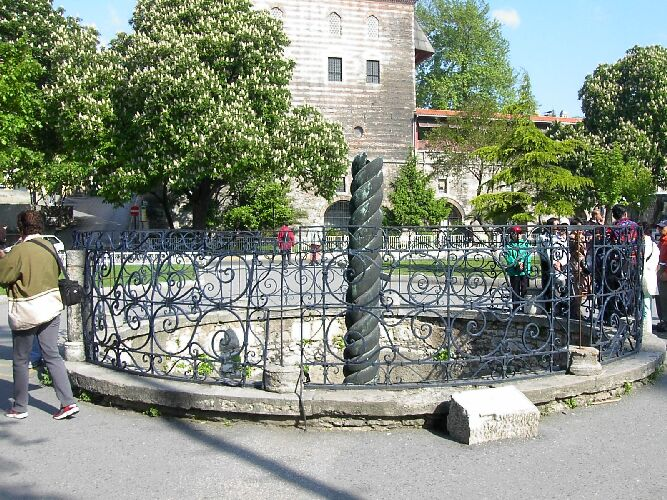
De slangenzuil, een andere deels bewaard gebleven versiering van de spina
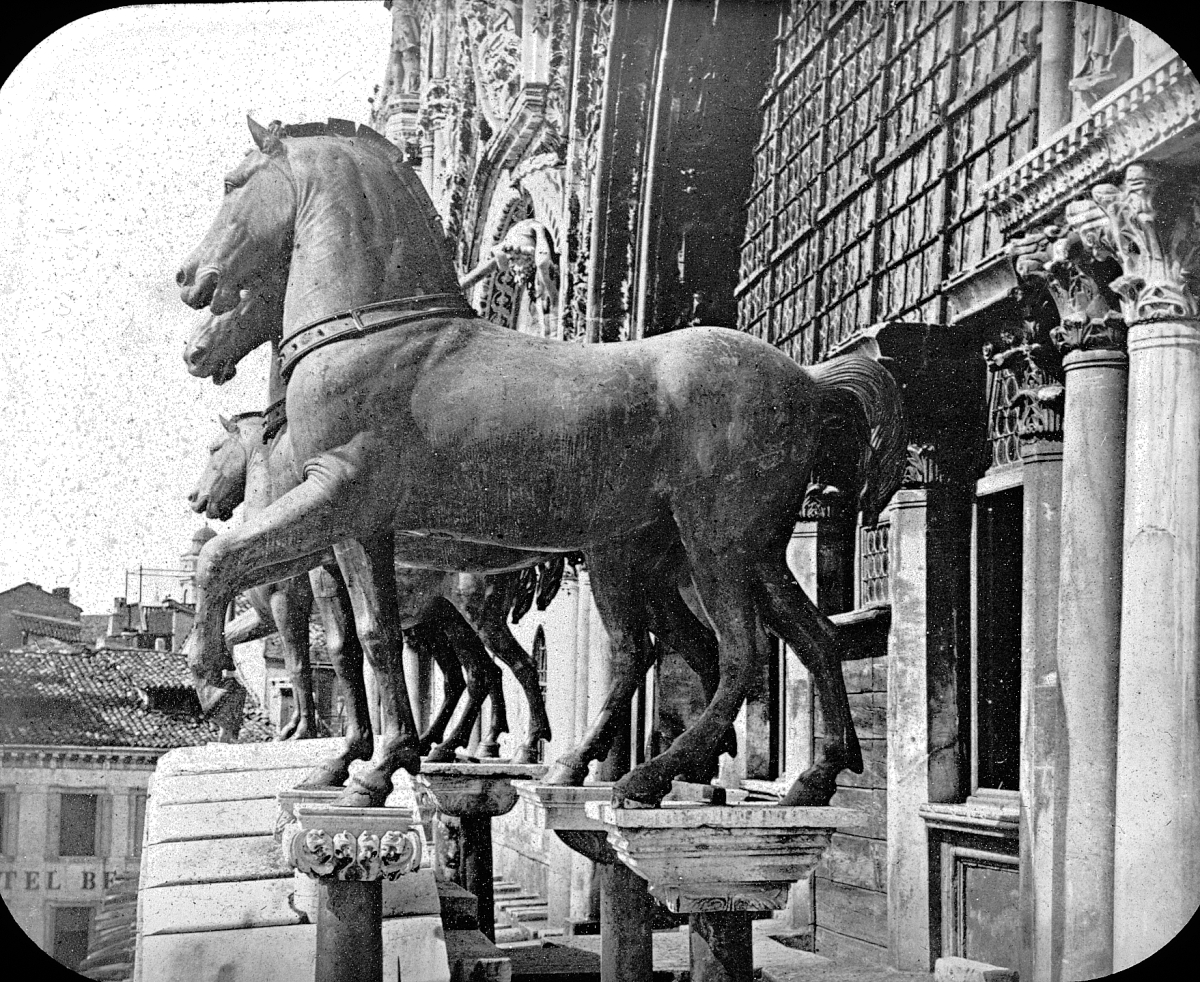
De Paarden van San Marco, tegenwoordig in Venetië, zijn afkomstig uit het hippodroom